# Gouverneurswahlen in Japan 2012
Im Jahr 2012 fanden in Japan Gouverneurswahlen in acht Präfekturen statt.
Anmerkung: Die meisten Kandidaten treten als Parteilose bei Gouverneurswahlen an; daher sind in den Wahlergebnissen die Parteizugehörigkeiten nicht separat genannt und nur die von den Parteien ausgesprochenen Empfehlungen und formalen Unterstützungen aufgeführt. Dabei wird im folgenden nicht zwischen Unterstützung von Nationalparteien und von Präfekturverbänden differenziert.

## 25. März 2012: Kumamoto
In der Präfektur Kumamoto bewarb sich Gouverneur Ikuo Kabashima für eine zweite Amtszeit, seine Kandidatur wurde von DP, LDP, Kōmeitō und SDP unterstützt. Die KPJ hat den Vorsitzenden ihres Präfekturverbandes Keisuke Kuboyama als Gegenkandidaten nominiert. Offizieller Wahlkampfbeginn war der 8. März. Bei deutlich gesunkener Wahlbeteiligung (2008: 49,4 %) setzte sich Kabashima klar durch.
| Kandidat               | Unterstützerparteien   | Unterstützerparteien   | Unterstützerparteien   | Unterstützerparteien   | Unterstützerparteien   | Stimmen | Anteil   |
| ---------------------- | ---------------------- | ---------------------- | ---------------------- | ---------------------- | ---------------------- | ------- | -------- |
| Ikuo Kabashima         |                        |                        |                        |                        | DP, LDP, Kōmeitō, SDP  | 508.917 | 90,63 %  |
| Keisuke Kuboyama       |                        |                        |                        |                        | KPJ                    | 52.591  | 9,37 %   |
| Summe                  | Summe                  | Summe                  | Summe                  | Summe                  | Summe                  | 561.508 | 100,00 % |
| ungültige Stimmen etc. | ungültige Stimmen etc. | ungültige Stimmen etc. | ungültige Stimmen etc. | ungültige Stimmen etc. | ungültige Stimmen etc. | 5.285   | 0,93 %   |
| Wahlbeteiligung        | Wahlbeteiligung        | Wahlbeteiligung        | Wahlbeteiligung        | Wahlbeteiligung        | Wahlbeteiligung        | 566.793 | 38,44 %  |

## 8. Juli 2012: Kagoshima
Bei der Gouverneurswahl in der Präfektur Kagoshima am 8. Juli 2012 bewarb sich Yūichirō Itō für eine dritte Amtszeit. Beginn der offiziellen Wahlkampfperiode war der 21. Juni. Einziger Gegenkandidat war Yoshitaka Mukohara, Vorsitzender der Antiatomkraftbewegung Han-gempatsu – Kagoshima Net. Zuvor hatte Gouverneur Itō ein Ultimatum der Atomkraftgegner mit der Forderung abgelehnt, sich gegen die Wiederinbetriebnahme des Kernkraftwerks Sendai zu stellen, für die die Zentralregierung die Zustimmung der betroffenen Präfekturen und Gemeinden braucht. Die großen Parteien DPJ, LDP sowie Kōmeitō und Neue Volkspartei unterstützten Itōs Wiederwahl, die Kommunistische Partei Japans und die vor allem in der Präfektur- und Kommunalpolitik aktive grüne Partei Midori no Mirai unterstützten Mukoharas Kandidatur. Hauptthema des Wahlkampfes war die nationale energiepolitische Debatte über die Zukunft der Kernkraft.
Bei gegenüber 2008 um knapp fünf Punkte gestiegener Wahlbeteiligung von 43,85 % setzte sich Gouverneur Itō mit knapp zwei Drittel der Stimmen durch.
| Kandidat               | Unterstützerparteien   | Unterstützerparteien   | Unterstützerparteien   | Unterstützerparteien   | Unterstützerparteien               | Stimmen | Anteil   |
| ---------------------- | ---------------------- | ---------------------- | ---------------------- | ---------------------- | ---------------------------------- | ------- | -------- |
| Yūichirō Itō           |                        |                        |                        |                        | DP, LDP, Kōmeitō, Neue Volkspartei | 394.170 | 66,28 %  |
| Yoshitaka Mukohara     |                        |                        |                        |                        | KPJ, Midori no Mirai               | 200.518 | 33,72 %  |
| Summe                  | Summe                  | Summe                  | Summe                  | Summe                  | Summe                              | 594.688 | 100,00 % |
| ungültige Stimmen etc. | ungültige Stimmen etc. | ungültige Stimmen etc. | ungültige Stimmen etc. | ungültige Stimmen etc. | ungültige Stimmen etc.             | 4.812   | 0,80 %   |
| Wahlbeteiligung        | Wahlbeteiligung        | Wahlbeteiligung        | Wahlbeteiligung        | Wahlbeteiligung        | Wahlbeteiligung                    | 599.500 | 43,85 %  |

## 29. Juli 2012: Yamaguchi
Sekinari Nii, Gouverneur der Präfektur Yamaguchi, hatte bereits lange vor der Wahl angekündigt, nicht für eine fünfte Amtszeit kandidieren zu wollen. Für die Nachfolge bewarben sich mit LDP-Kōmeitō-Unterstützung der ehemalige Zentralregierungsbeamte Shigetarō Yamamoto, mit Midori-no-Mirai-Unterstützung der Energiewissenschaftler Tetsunari Iida, der ehemalige demokratische Shūgiinabgeordnete Tsutomu Takamura und der Arzt und ehemalige Präfekturbeamte Shigeyuki Miwa. Auch bei der Wahl in Yamaguchi spielte die nationale Debatte über die Kernkraft eine zentrale Rolle. Zwar stehen in der Präfektur keine Kernkraftwerke, das geplante Kernkraftwerk Kaminoseki ist allerdings seit Jahrzehnten umstritten.
Bei um über acht Punkte gestiegener Wahlbeteiligung von 45,3 Prozent setzte sich Yamamoto mit 47,6 Prozent der Stimmen durch.
| Kandidat               | Unterstützerparteien   | Unterstützerparteien   | Unterstützerparteien   | Stimmen | Anteil   |
| ---------------------- | ---------------------- | ---------------------- | ---------------------- | ------- | -------- |
| Shigetarō Yamamoto     |                        |                        | LDP, Kōmeitō           | 252.461 | 47,57 %  |
| Tetsunari Iida         |                        |                        | Midori no Mirai        | 185.654 | 34,98 %  |
| Tsutomu Takamura       |                        |                        | –                      | 55.418  | 10,44 %  |
| Shigeyuki Miwa         |                        |                        | –                      | 37.150  | 7,00 %   |
| Summe                  | Summe                  | Summe                  | Summe                  | 530.683 | 100,00 % |
| ungültige Stimmen etc. | ungültige Stimmen etc. | ungültige Stimmen etc. | ungültige Stimmen etc. | 6.394   | 1,19 %   |
| Wahlbeteiligung        | Wahlbeteiligung        | Wahlbeteiligung        | Wahlbeteiligung        | 537.077 | 45,32 %  |

## 21. Oktober 2012: Niigata
Bei der Gouverneurswahl in Niigata (Eröffnung 4. Oktober, Schluss 21. Oktober) bewarb sich Gouverneur Hirohiko Izumida als nicht kommunistischer Allparteienkandidat (DP, LDP, Seikatsu, Kōmeitō, SDP) für eine dritte Amtszeit. Einzige Gegenkandidaten waren der Kommunist Shijio Hiwatashi und der Dauerkandidat Mac Akasaka von der Smile-Partei. Die Wahlbeteiligung sank gegenüber 2008 um 2,54 Punkte.
| Kandidat                    | Unterstützerparteien   | Unterstützerparteien   | Unterstützerparteien   | Unterstützerparteien   | Unterstützerparteien   | Unterstützerparteien            | Stimmen | Anteil   |
| --------------------------- | ---------------------- | ---------------------- | ---------------------- | ---------------------- | ---------------------- | ------------------------------- | ------- | -------- |
| Hirohiko Izumida            |                        |                        |                        |                        |                        | DP, LDP, Seikatsu, Kōmeitō, SDP | 759.718 | 90,71 %  |
| Shijio Hiwatashi            |                        |                        |                        |                        |                        | KPJ                             | 59.876  | 7,15 %   |
| Mac Akasaka (Makoto Tonami) |                        |                        |                        |                        |                        | Smile-tō                        | 17.884  | 2,14 %   |
| Summe                       | Summe                  | Summe                  | Summe                  | Summe                  | Summe                  | Summe                           | 837.478 | 100,00 % |
| ungültige Stimmen etc.      | ungültige Stimmen etc. | ungültige Stimmen etc. | ungültige Stimmen etc. | ungültige Stimmen etc. | ungültige Stimmen etc. | ungültige Stimmen etc.          | 15.233  | 1,79 %   |
| Wahlbeteiligung             | Wahlbeteiligung        | Wahlbeteiligung        | Wahlbeteiligung        | Wahlbeteiligung        | Wahlbeteiligung        | Wahlbeteiligung                 | 852.711 | 43,95 %  |

## 28. Oktober 2012
Am 28. Oktober finden zwei Gouverneurswahlen statt: in den westjapanischen Präfekturen Toyama und Okayama. Beginn der offiziellen Wahlkampfperiode ist der 11. Oktober 2012.

### Toyama
Toyamas Gouverneur Takakazu Ishii bewarb sich für eine dritte Amtszeit. Einziger Gegenkandidat war der Gewerkschafter Kanji Kometani. Gouverneur Ishii hob im Wahlkampf seine Anstrengungen bei der Haushaltskonsolidierung und der Verbesserung der Infrastruktur – unter anderem für den Hokuriku-Shinkansen – hervor und wurde klar im Amt bestätigt.
| Kandidat               | Unterstützerparteien   | Unterstützerparteien   | Unterstützerparteien   | Unterstützerparteien   | Unterstützerparteien   | Unterstützerparteien            | Stimmen | Anteil   |
| ---------------------- | ---------------------- | ---------------------- | ---------------------- | ---------------------- | ---------------------- | ------------------------------- | ------- | -------- |
| Takakazu Ishii         |                        |                        |                        |                        |                        | DP, LDP, Seikatsu, Kōmeitō, NVP | 305.043 | 89,79 %  |
| Kanji Kometani         |                        |                        |                        |                        |                        | KPJ                             | 34.676  | 10,21 %  |
| Summe                  | Summe                  | Summe                  | Summe                  | Summe                  | Summe                  | Summe                           | 339.719 | 100,00 % |
| ungültige Stimmen etc. | ungültige Stimmen etc. | ungültige Stimmen etc. | ungültige Stimmen etc. | ungültige Stimmen etc. | ungültige Stimmen etc. | ungültige Stimmen etc.          | 5.858   | 1,70 %   |
| Wahlbeteiligung        | Wahlbeteiligung        | Wahlbeteiligung        | Wahlbeteiligung        | Wahlbeteiligung        | Wahlbeteiligung        | Wahlbeteiligung                 | 345.577 | 38,66 %  |

### Okayama
In Okayama trat Gouverneur Masahiro Ishii nach vier Amtszeiten nicht mehr an. Ryūta Ibaragi, ehemaliger Präsident der in der Präfektur ansässigen Kaufhauskette Tenmaya, bewarb sich mit LDP-Unterstützung. Außerdem kandidierten die ehemalige demokratische Präfekturparlamentsabgeordnete Akiko Ichii, mit KPJ-Unterstützung Kōichi Ōnishi, schon mehrfach unterlegener Kandidat bei Wahlen in der Präfektur, darunter 2003 bei der Bürgermeisterwahl in der Präfekturhauptstadt Okayama, und der Arzt Shun’ichirō Yamasaki. Wirtschaftsförderung und Bildung waren Hauptthemen des Wahlkampfes. Bei um über fünf Punkte gesunkener Wahlbeteiligung setzte sich Ibaragi durch.
| Kandidat               | Unterstützerparteien   | Unterstützerparteien   | Unterstützerparteien   | Unterstützerparteien            | Stimmen | Anteil   |
| ---------------------- | ---------------------- | ---------------------- | ---------------------- | ------------------------------- | ------- | -------- |
| Ryūta Ibaragi          |                        |                        |                        | LDP, Kōmeitō, Tachiagare Nippon | 358.564 | 60,35 %  |
| Akiko Ichii            |                        |                        |                        | –                               | 188.089 | 31,66 %  |
| Kōichi Ōnishi          |                        |                        |                        | KPJ                             | 33.577  | 5,65 %   |
| Shun’ichirō Yamasaki   |                        |                        |                        | –                               | 13.893  | 2,34 %   |
| Summe                  | Summe                  | Summe                  | Summe                  | Summe                           | 594.123 | 100,00 % |
| ungültige Stimmen etc. | ungültige Stimmen etc. | ungültige Stimmen etc. | ungültige Stimmen etc. | ungültige Stimmen etc.          | 8.647   | 1,43 %   |
| Wahlbeteiligung        | Wahlbeteiligung        | Wahlbeteiligung        | Wahlbeteiligung        | Wahlbeteiligung                 | 602.770 | 38,64 %  |

## 18. November 2012: Tochigi
In der Präfektur Tochigi endet Gouverneur Tomikazu Fukudas zweite Amtszeit am 8. Dezember. Der Wahlkampf begann am 1. November. Mit Unterstützung von LDP und Kōmeitō bewarb sich Fukuda für eine weitere Amtszeit. Einzige Gegenkandidatin war Setsuko Nomura, ehemalige Präfekturparlamentsabgeordnete und Vizevorsitzende des KPJ-Präfekturverbandes. Bei niedriger, aber leicht gestiegener (+1,36) Wahlbeteiligung erhielt Fukuda über 80 % der Stimmen.
| Kandidat               | Unterstützerparteien   | Unterstützerparteien   | Unterstützerparteien   | Stimmen | Anteil   |
| ---------------------- | ---------------------- | ---------------------- | ---------------------- | ------- | -------- |
| Tomikazu Fukuda        |                        |                        | LDP, Kōmeitō           | 462.299 | 86,57 %  |
| Setsuko Nomura         |                        |                        | KPJ                    | 71.700  | 13,43 %  |
| Summe                  | Summe                  | Summe                  | Summe                  | 533.999 | 100,00 % |
| ungültige Stimmen etc. | ungültige Stimmen etc. | ungültige Stimmen etc. | ungültige Stimmen etc. | 9.319   | 1,72 %   |
| Wahlbeteiligung        | Wahlbeteiligung        | Wahlbeteiligung        | Wahlbeteiligung        | 543.318 | 33,64 %  |

## 16. Dezember 2012: Tokio
In der bevölkerungsreichsten Präfektur Tokio trat Gouverneur Shintarō Ishihara im Oktober 2012 zurück, um in die nationale Politik zu wechseln. Die vorzeitige Neuwahl des Gouverneurs fand am 16. Dezember statt und fiel damit mit der Wahl zum Unterhaus des nationalen Parlaments zusammen. Außerdem wurden in drei Gemeinden Nachwahlen zum Präfekturparlament durchgeführt.
Die offizielle Wahlkampfperiode begann am 29. November. Neun Kandidaten bewarben sich um Ishiharas Nachfolge:
- Naoki Inose (66), bisher Vizegouverneur und nach Ishiharas Rücktritt bis zu seiner eigenen Kandidatur geschäftsführender Gouverneur, er wurde von LDP, Kōmeitō und Nippon Ishin no Kai unterstützt,
- Kenji Utsunomiya (66), ehemaliger Vorsitzender der japanischen Anwaltskammer (Nihon Bengoshi Rengōkai), mit Unterstützung von Nippon Mirai no Tō, KPJ und SDP,
- Shigefumi Matsuzawa (54), ehemaliger Gouverneur von Kanagawa, der bereits bei der Gouverneurswahl 2011 eine Kandidatur angekündigt, aber später zurückgezogen hatte,
- Takashi Sasagawa (77), ehemaliger LDP-Abgeordneter und Minister, für Tomin no Kurashi o mamoru Kai (都民のくらしを守る会, etwa „Versammlung, die die Lebensverhältnisse der Präfekturbürger schützt“),
- Shigenobu Yoshida (76), ehemaliger Beamter im Außenministerium und Botschafter in Nepal,
- Tokuma [Suginomori] (46), Musiker, für die Kōfuku-jitsugen-tō,
- Mac Akasaka (64), Lächelthrapeut und Dauerkandidat, für seine Smile-Partei,
- Masaichi Igarashi (81) und
- „Dr. NakaMats“ (84), Erfinder und Dauerkandidat.[18]

Der ehemalige Komiker und Gouverneur von Miyazaki, Hideo Higashikokubaru, der Ishihara bei der Wahl 2011 unterlag, verwarf Pläne für eine erneute Kandidatur und trat stattdessen für Ishiharas Partei bei der Unterhauswahl an. Die Demokratische Partei stellte die Suche nach einem Kandidaten am 20. November ein und gab keine Wahlempfehlung ab. Vorher erklärte Kandidaturen zurückgezogen hatten die Dauerkandidaten Osamu Ogami, Priester, für seine Tōkyō Ishin no Kai (ohne Beziehung zur gleichnamigen Fraktion im Präfekturparlament) und Setsuo Yamaguchi, Immobilienbewerter.
Zu den erwarteten Wahlkampfthemen gehörten die Zukunft der präfektureigenen Bank Shinginkō Tōkyō, die Olympiabewerbung Tokios und die Energiepolitik.
Die Wahlbeteiligung stieg auf 62,6 %, den höchsten Wert seit 1975. Inose setzte sich mit mehr als zwei Dritteln der gültigen Stimmen klar durch. In absoluten Zahlen erhielt Inose über 4,3 Millionen Stimmen, mehr als ein individueller Kandidat bei Wahlen landesweit je zuvor erhalten hat.
| Kandidat                    | Unterstützerparteien   | Unterstützerparteien   | Unterstützerparteien   | Unterstützerparteien   | Unterstützerparteien   | Unterstützerparteien   | Unterstützerparteien                                    | Stimmen   | Anteil   |
| --------------------------- | ---------------------- | ---------------------- | ---------------------- | ---------------------- | ---------------------- | ---------------------- | ------------------------------------------------------- | --------- | -------- |
| Naoki Inose                 |                        |                        |                        |                        |                        |                        | LDP, Kōmeitō, Ishin                                     | 4.338.963 | 67,35 %  |
| Kenji Utsunomiya            |                        |                        |                        |                        |                        |                        | Mirai, KPJ, SDP, Grüne Partei, NSP, Seikatsusha Network | 968.960   | 15,04 %  |
| Shigefumi Matsuzawa         |                        |                        |                        |                        |                        |                        | –                                                       | 621.278   | 9,64 %   |
| Takashi Sasagawa            |                        |                        |                        |                        |                        |                        | Tomin no Kurashi o mamoru Kai                           | 179.180   | 2,78 %   |
| Yoshirō Nakamatsu           |                        |                        |                        |                        |                        |                        | –                                                       | 129.406   | 2,01 %   |
| Shigenobu Yoshida           |                        |                        |                        |                        |                        |                        | –                                                       | 81.885    | 1,27 %   |
| Tokuma                      |                        |                        |                        |                        |                        |                        | Kōfuku-jitsugen-tō                                      | 47.829    | 0,74 %   |
| Mac Akasaka (Makoto Tonami) |                        |                        |                        |                        |                        |                        | Smile-tō                                                | 38.855    | 0,60 %   |
| Masaichi Igarashi           |                        |                        |                        |                        |                        |                        | –                                                       | 36.114    | 0,56 %   |
| Summe                       | Summe                  | Summe                  | Summe                  | Summe                  | Summe                  | Summe                  | Summe                                                   | 6.442.443 | 100,00 % |
| ungültige Stimmen etc.      | ungültige Stimmen etc. | ungültige Stimmen etc. | ungültige Stimmen etc. | ungültige Stimmen etc. | ungültige Stimmen etc. | ungültige Stimmen etc. | ungültige Stimmen etc.                                  | 205.301   | 3,09 %   |
| Wahlbeteiligung             | Wahlbeteiligung        | Wahlbeteiligung        | Wahlbeteiligung        | Wahlbeteiligung        | Wahlbeteiligung        | Wahlbeteiligung        | Wahlbeteiligung                                         | 6.647.744 | 62,60 %  |

Den Wahlaufruf der Tokioter Wahlkommission unter dem Motto kondo no tochiji, watashi ga erabu (etwa „den nächsten Gouverneur wähle ich aus“) gestalteten wie schon bei der Wahl 2011 Mitglieder der Girlgroup AKB48.